# Lorenzo Campeggio
Pour les articles homonymes, voir Campeggio.
Lorenzo Campeggio (né à Milan, Italie, alors dans le duché de Milan, le 7 novembre 1474 et mort le 25 juillet 1539 à Rome) est un cardinal et juriste italien du XVIe siècle. Il est le père du cardinal Alessandro Campeggio (1551).

## Biographie
Lorenzo Campeggio étudie à l'université de Padoue et est professeur à l'université de Bologne à partir de 1500. Il se marie avec Francesca Guastavillani et est le père de cinq enfants, dont le fils Alessandro devient aussi cardinal. Il entre dans l'état ecclésiastique après la mort de sa femme en 1509. Il est nommé auditeur à la Rote romaine par Jules II et envoyé comme nonce apostolique (en) auprès de l'empereur Maximilien Ier. En 1512 il est nommé évêque de Feltre et envoyé comme nonce à Milan.
Il est créé cardinal par le pape Léon X lors du consistoire du 1er juillet 1517. Le cardinal Campeggio est nommé légat apostolique en Angleterre en 1519 et est transféré au diocèse de Bologne en 1523. Il est nommé administrateur apostolique de Salisbury en 1524. Campeggio est légat a latere en Saint-Empire, Bohême, Hongrie et Pologne avec mission de limiter la dispersion du luthéranisme et participe notamment au diète d'Empire de Nuremberg et au congrès de Ratisbonne de 1524. Une mission en Angleterre en 1528 pour éviter le divorce du roi Henri VIII, échoue. Il est administrateur de Huesca en 1530-1532, de Parenzo en 1533-1537 et de Crète en 1534-1535.
Le cardinal Campeggio participe au conclave de 1521-1522, lors duquel Adrien VI est élu pape et à ceux de 1523 (élection de Clément VII) et de 1534  (élection de  Paul III).

## Succession apostolique
Lorenzo Campeggio a ordonné les évêques suivants :
- Archevêque László Szalkai (hu) (1525)
- Évêque Johann von Revellis (de) (1527)